# Солопака
Солопака (італ. Solopaca) — муніципалітет в Італії, у регіоні Кампанія, провінція Беневенто.
Солопака розташована на відстані близько 190 км на південний схід від Рима, 50 км на північний схід від Неаполя, 21 км на захід від Беневенто.
Населення — 3861 особа (2014).
Щорічний фестиваль відбувається 11 листопада. Покровитель — святий Мартин.

## Демографія
Населення за роками:

Станом на 1 січня 2023 року в муніципалітеті офіційно проживали 234 іноземці з 28 країн, серед них 70 громадян країн Євросоюзу та 17 громадян України.

## Сусідні муніципалітети
- Кастельвенере
- Фрассо-Телезіно
- Гуардія-Санфрамонді
- Меліццано
- Телезе-Терме
- Вітулано